# Goéland à manteau ardoisé
Larus schistisagus
Espèce
Statut de conservation UICN

 LC  : Préoccupation mineure
Le Goéland à manteau ardoisé (Larus schistisagus) est une espèce d'oiseaux de mer de la famille des laridés. Au sein de cette famille dont il est l'un des plus grands représentants, il fait partie du groupe dit des « grands goélands à tête blanche ».
Il vit le long de la côte est de la Sibérie, la mer d'Okhotsk et la péninsule de Seward ; il hiverne en mer Jaune et le long des côtes coréennes et japonaises.